# Нікулкін Яків Прокопович
Яків Прокопович Нікулкін (29 квітня 1913, село Підбужжя Жиздринського повіту Калузької губернії, тепер Хвастовицького району Калузької області, Російська Федерація — 3 грудня 1983, місто Мінськ, Білорусь) — радянський діяч органів держбезпеки, генерал-лейтенант, голова КДБ при РМ Білоруської РСР. Депутат Верховної ради Білоруської РСР. Депутат Верховної ради СРСР 10-го скликання.

## Біографія
Народився в селянській родині. З 1930 по 1931 рік навчався в педагогічному технікумі міста Жиздра. У 1931—1934 роках — учень Брянського залізничного технікуму.
У лютому 1934 — березні 1940 року — технік-дослідник проєктного бюро Далекосхідної залізниці, старший технік, потім начальник секретної частини Далекосхідної проєктної контори «Союзтранспроєкт» у Хабаровську.
З 1940 року служив в органах державної безпеки. З березня 1940 року — оперуповноважений оперативного пункту НКВС станції Ін Далекосхідної залізниці. У 1940 — березні 1941 року — старший оперуповноважений, заступник начальника відділення дорожньо-транспортного відділу НКВС Далекосхідної залізниці. З березня по серпень 1941 року — заступник начальника відділення контррозвідувального відділу, старший оперуповноважений контрольнооперативної групи УНКДБ по Хабаровському краю. З серпня 1941 року — заступник начальника відділення транспортного відділу НКВС Далекосхідної залізниці.
Член ВКП(б) з жовтня 1941 року.
У 1941 — грудні 1942 року — начальник відділення транспортного відділу НКВС станції Хабаровськ. У грудні 1942 — травні 1943 року — начальник відділення транспортного відділу НКВС станції Облуччя. У травні 1943 — серпні 1945 року — начальник відділення транспортного відділу НКДБ Далекосхідної залізниці.
У серпні 1945 — вересні 1946 року — начальник відділення транспортного відділу НКДБ (МДБ) станції Гродно Білостоцької залізниці. У вересні — грудні 1946 року — заступник начальника транспортного відділу МДБ Білостоцької залізниці. У грудні 1946 — грудні 1950 року — заступник начальника транспортного відділу (управління охорони) МДБ Брест-Литовської залізниці.
У грудні 1950 — жовтні 1952 року — заступник начальника управління охорони МДБ Октябрської і Ленінградської залізниць.
У жовтні 1952 — квітні 1954 року — начальник управління охорони (дорожньо-транспортного відділу/управління) МДБ (МВС) Томської залізниці. У квітні — червні 1954 року — начальник Управління КДБ при РМ СРСР по Томській залізниці.
У червні 1954 — серпні 1955 року — заступник начальника 6-го (транспортного) управління КДБ при РМ СРСР.
У серпні 1955 — серпні 1959 року — начальник Управління КДБ при РМ СРСР по Московсько-Курсько-Донбаській залізниці. У серпні 1959 — лютому 1960 року — начальник Управління КДБ при РМ СРСР по Московській залізниці.
У березні 1960 — січні 1962 року — голова КДБ при РМ Башкирської АРСР.
У січні 1962 — травні 1968 року — керівник представництва КДБ СРСР при Міністерстві громадської безпеки Монгольської Народної Республіки в Улан-Баторі.
У лютому 1969 — червні 1970 року — заступник начальника Управління КДБ при РМ СРСР по місті Москві та Московській області.
23 червня 1970 — 4 серпня 1980 року — голова КДБ при Раді міністрів Білоруської РСР.
З серпня 1980 року — в розпорядженні управління кадрів КДБ СРСР.
У липні 1981 — липні 1983 року — старший референт 10-го відділу управління справами Ради міністрів Білоруської РСР.
З липня 1983 року — на пенсії в Мінську. Помер 3 грудня 1983 року в Мінську.

## Звання
- сержант державної безпеки
- молодший лейтенант державної безпеки (10.04.1942)
- підполковник
- полковник
- генерал-майор (18.02.1958)
- генерал-лейтенант (14.12.1970)

## Нагороди
- орден Леніна (13.12.1977)
- орден Червоного Прапора (31.08.1971)
- два ордени Червоної Зірки (17.12.1965, 08.10.1980)
- офіцерський хрест ордена «Відродження Польщі»
- орден «За бойові заслуги» (Монгольська Народна Республіка)
- медалі
- знак Почесний співробітник держбезпеки (18.12.1957)